# Joan Kipkemoi Rotich

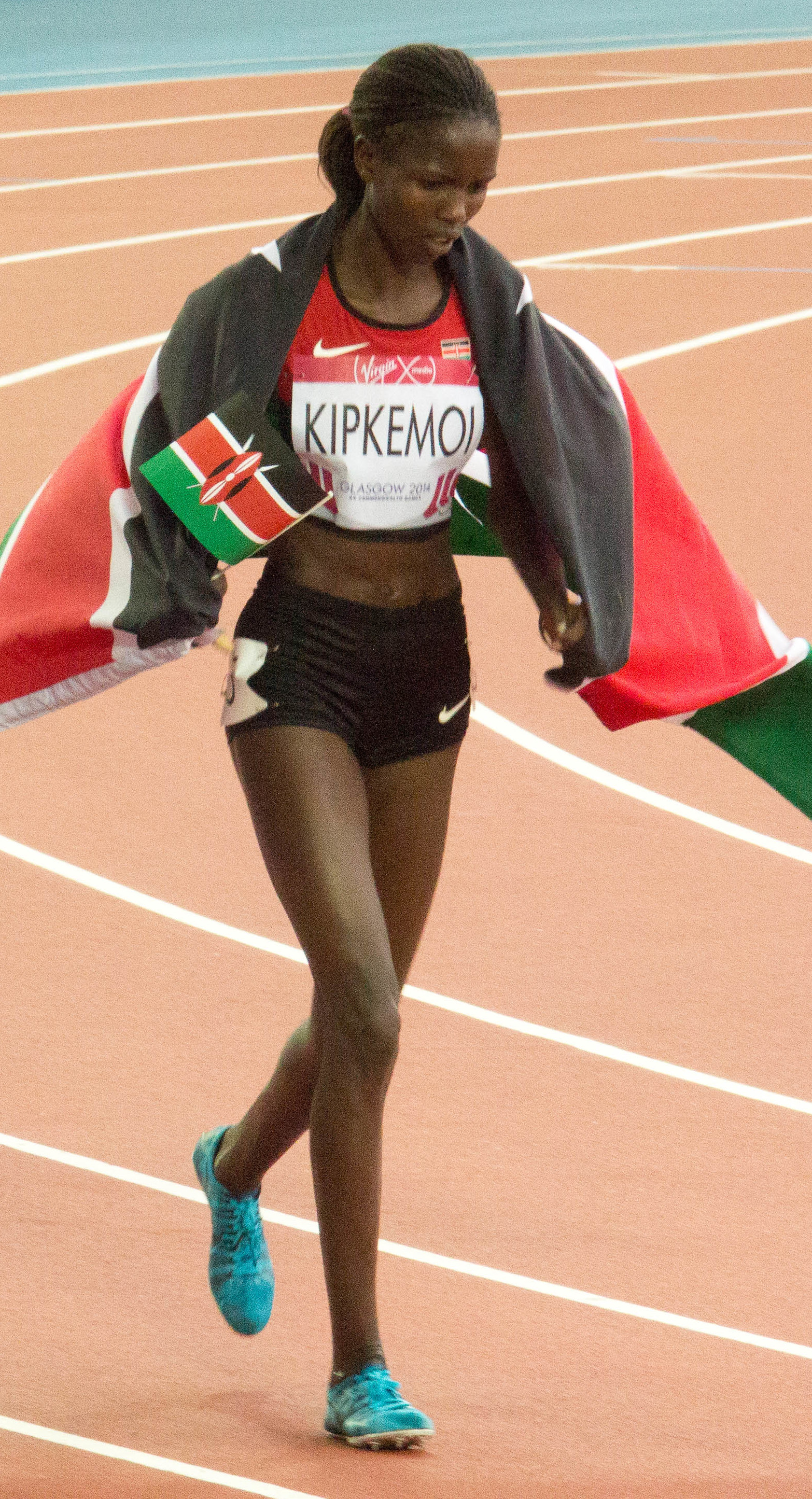
Joan Kipkemoi Rotich

Joan Kipkemoi Rotich (* 27. November 1993) ist eine kenianische Hindernisläuferin.
2014 gewann sie über 3000 m Hindernis bei den Commonwealth Games in Glasgow Bronze mit ihrer persönlichen Bestzeit von 9:33,34 min und wurde Siebte bei den Leichtathletik-Afrikameisterschaften in Marrakesch.